# Куюскиуи

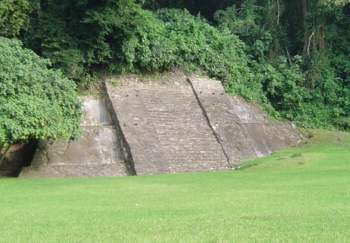
Пирамида в Куйушкиуи

Куюскиуи, Cuyuxquihui — археологический памятник в долине Теколутла, примерно в 40 км к югу от Эль-Тахина. Предположительно относится к тотонакской культуре или к классической культуре Веракрус.
Название на тотонакском языке происходит от слов cuyu, броненосец и quihui, древесина.